# Мелісса Брайлі
Мелісса Брайлі (англ. Melissa Briley, 25 серпня 1956) — американська стрибунка у воду.
Учасниця Олімпійських Ігор 1976 року.
Призерка Чемпіонату світу з водних видів спорту 1978 року.